# Wairauíta
La wairauíta es un mineral aleación de metales, encuadrado en la clase de los minerales elementos. Fue descubierta en el valle del río Wairau en la región de Marlborough (Nueva Zelanda), siendo aprobada como mineral en 1964 y nombrada así por esta localización. Un sinónimo es su clave: IMA1964-015.

## Características químicas
Es una aleación de hierro con cobalto, que cristaliza en el sistema cristalino cúbico. Además de los elementos de su fórmula, suele llevar como impureza común el níquel.

## Formación y yacimientos
En el valle de Wairau (Nueva Zelanda) donde se encontró por primera vez, aparece en la zona oeste de una intrusión ultramáfica dominada por minerales de serpentina y lizardita; se cree que se han formado bajo condiciones de reducción bajo condiciones de pobreza de azufre durante el proceso de serpentinización. También se ha encontrado en una intrusión ígena en Canadá.
Suele encontrarse asociado a otros minerales como: cromita, magnetita, awaruíta o cobre nativo.